# ニゴイ

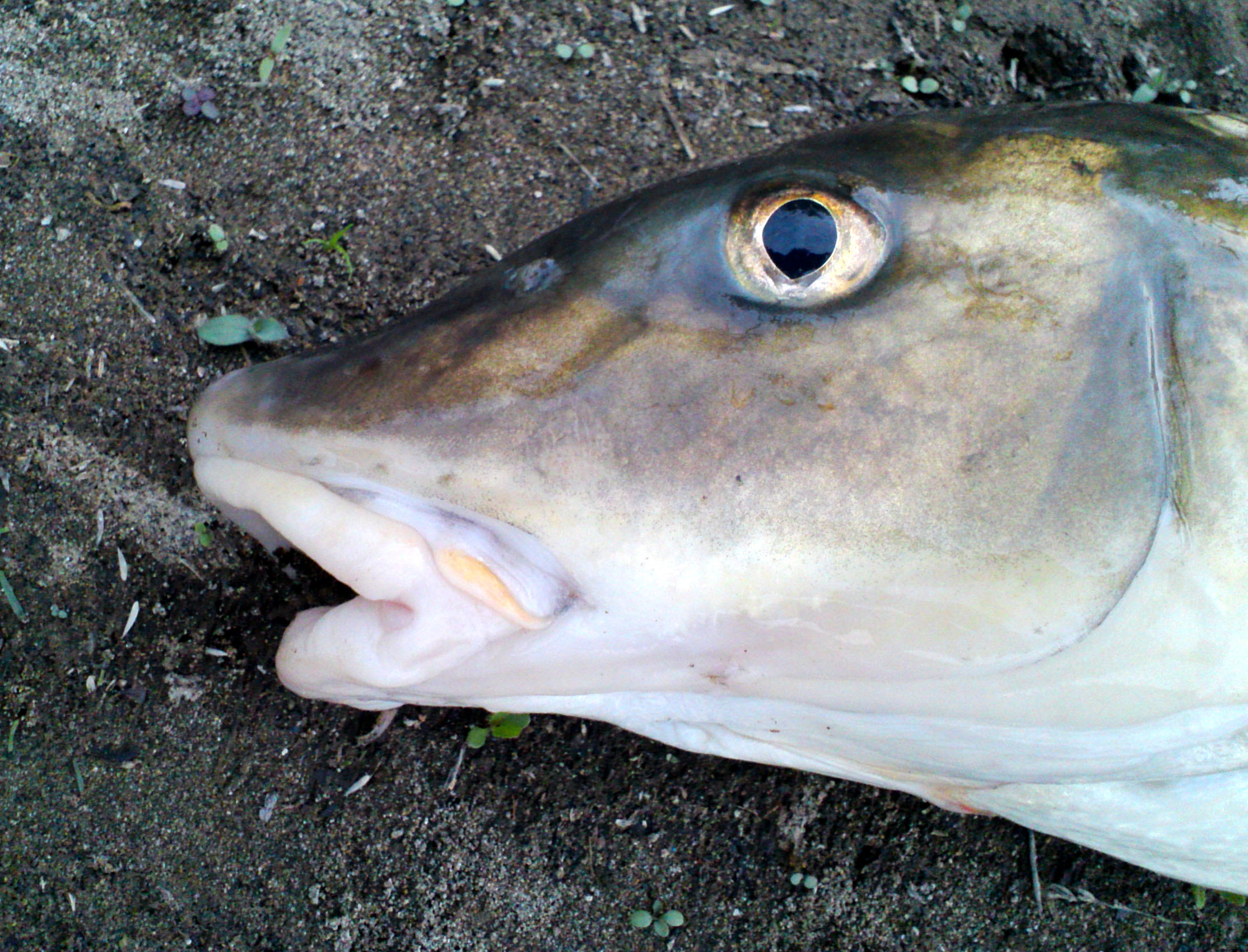
頭部の拡大写真

ニゴイ（似鯉、鯫、Hemibarbus barbus）は、コイ科・カマツカ亜科に分類される魚の一種で、急流でない川や湖沼などに生息する日本の固有種の淡水魚。塩分耐性を有し海水中での生息も可能である。

## 形態
体長は最大70cmに達する。成魚の体色は緑褐色で、1対のひげを持つなど和名どおりコイに似るが、口吻が長く突出し、口は下向きにつく。体型は細長い流線型を示し、より流水に適する形態を示す。背鰭はコイのような前後に長い不等脚台形ではなく、小さく三角形。尾びれは二又が深い。

## 分布
日本では本州、四国、九州北部に分布する。このうち中部地方以北の本州と九州北部のものがニゴイで、本州西部と四国のものは近縁種コウライニゴイ H. labeo (Pallas, 1776) (Barbel steed) であるとされている。コウライニゴイは朝鮮半島から中国、台湾まで分布する。

## 生態
川の中流から下流、大小の湖沼と、淡水域の極めて広範囲に生息する。水の汚れにも比較的強いが、低酸素への耐性は高くない。汽水域にも生息できるが海水耐性は無く、塩分濃度 0.2%以下の水域に多く、塩分濃度 1.5%以上の水域では捕獲されなかった。小石や砂底がある水域を好むが、それ以外でも生息している。また、低層を泳いでいることが多いが、止水を好むコイ、フナよりも流水への適応性が高い。産卵期は水温の高い地域ほど早く4月-7月で、直径3mmほどの粘着性の卵を産む。稚魚は体側に黒い斑点が10個前後並んでいるが、成長すると斑点が消える。繁殖期のオス個体には、「追星」と呼ばれる白色の瘤状小突起物が出現する。
1980年代後半に筑後川で行われた調査によれば、生後1年から3年程度を感潮域で過ごし、以降は20km以上上流の産卵域のある浅瀬周辺に移動する。

## 食性
雑食性であるが餌は季節毎に変化し、生息水域で利用しやすいものを餌としている。体長 40mm程度までの稚魚期はプランクトン、成長すると小魚、水生生物、藻類、小型二枚貝などを食べる。また、成長するにつれて顕著な魚食性を示し、大型個体はルアーでも釣れるようになる。なお、発達した咽頭骨と咽頭歯を備えており、摂食した餌はそこで噛み砕かれて消化管に送られる。

## 漁獲
ニゴイを目当てに漁獲することは少ないが、栃木県などではサイタタキ漁と呼ばれる専門の漁が行われる。コイやフナ、ウグイ、ウナギなどの大型淡水魚と一緒に漁獲（混獲）されることがある。その一方、商品価値が低く大型に育ち膨大な数に繁殖する雑魚であり、シラスウナギやモクズガニなども捕食することから、地域の漁協によっては駆除目的の漁獲も実施される。
小骨が多いが、白身の上品な肉質で食味は良好な魚であり、唐揚げなどで食べられる他、ヒラメの代用魚とされたこともある。旬は春とされている。
味は良いが骨が多く食べにくい雑魚として扱われ、蒲鉾や天ぷらの材料として使われてきた。

## 別名（地方名）
- ミノ
  - 青森県
- セータ
  - 関東地方
- アラメ
  - 長野県
- マジカ
  - 滋賀県
  - 京都府
- キツネゴイ
  - 大阪府
- ヒバチゴイ
  - 奈良県
- イダゴイ
  - 岡山県

など。

## 近縁種
ニゴイ属 (Hemibarbus) の魚は中国を中心とした東アジア地域に分布し、8種類ほどが知られる。日本ではニゴイ、コウライニゴイの他にズナガニゴイ H. longirostris (Regan, 1908) が近畿地方と中国地方に分布している。全長は20cmほどで、体の背中側は黄褐色の地に小さな褐色の斑点がたくさんある。他の2種類に比べると小型で外見も異なる。

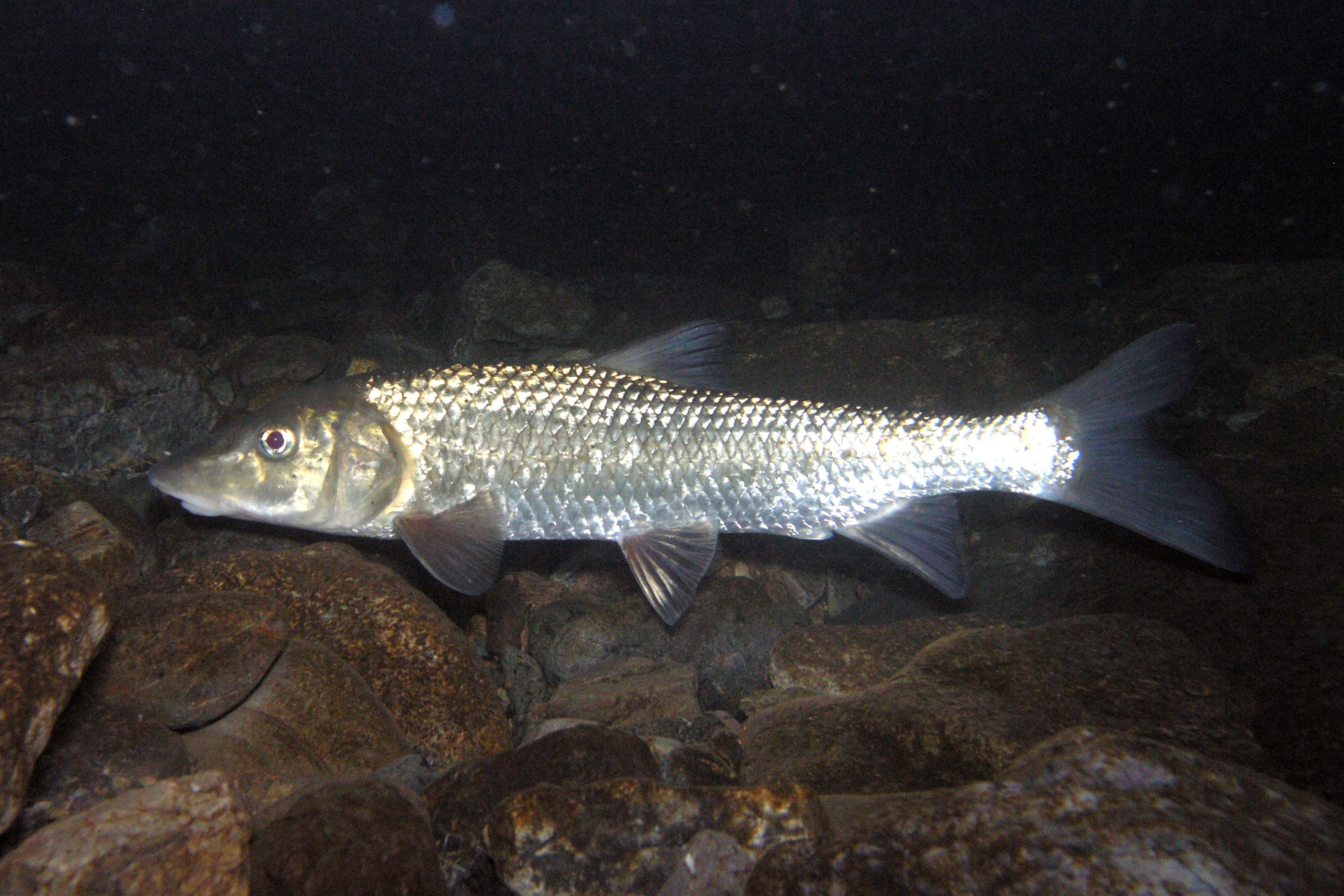
野生下のコウライニゴイ（三重県）。
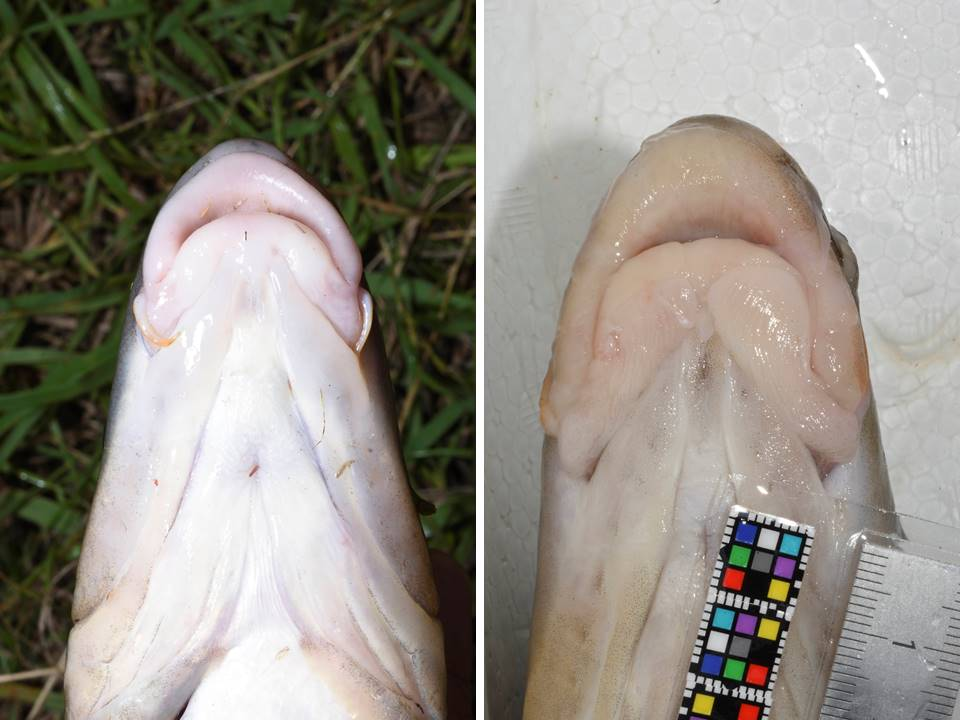
ニゴイ（左）とコウライニゴイ（右：下唇の皮弁が発達）の比較。

## ギャラリー

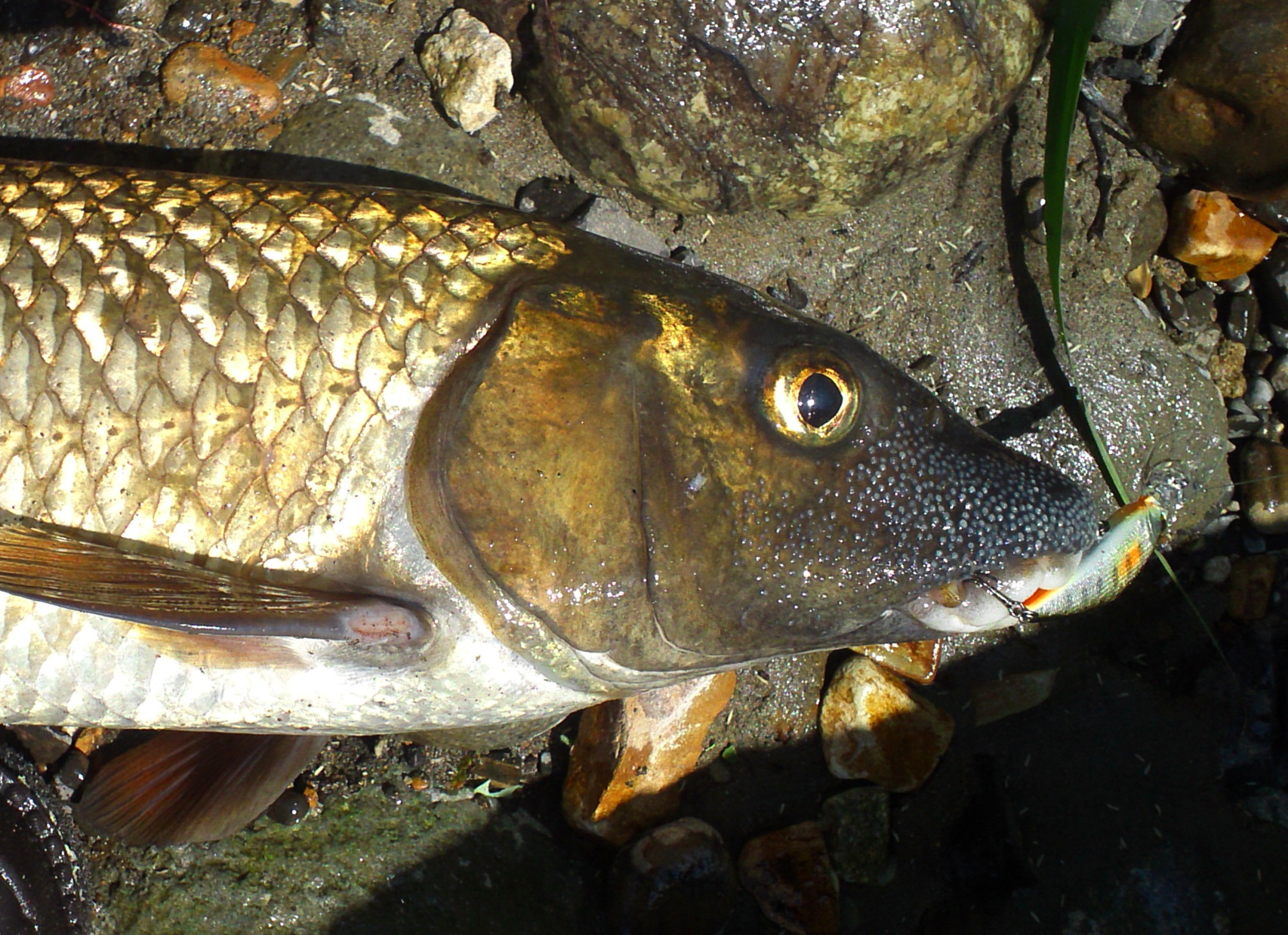
ルアーにより釣り上げられた個体。繁殖期の追星が出現している
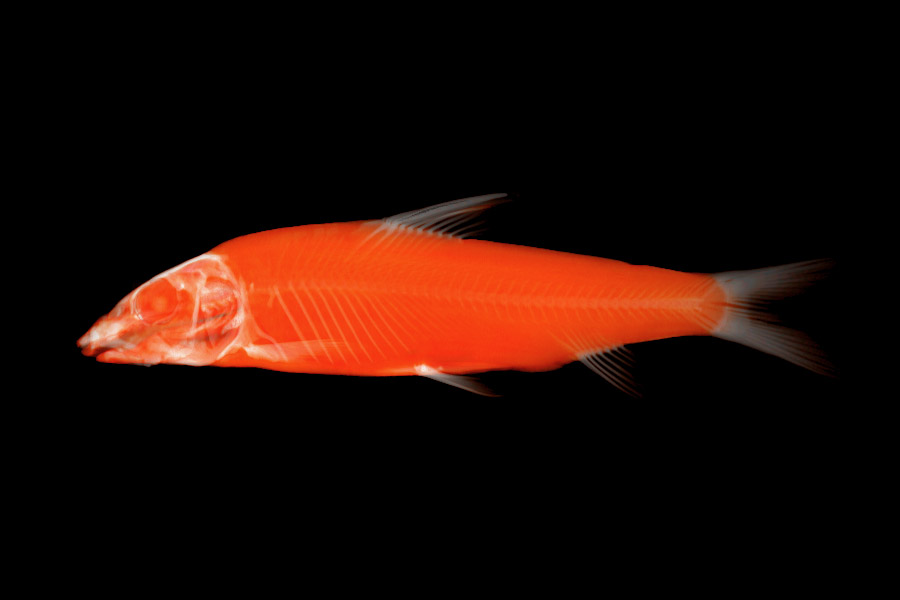